# Чернополосый звездочёт
Чернополосый звездочёт (лат. Uranoscopus bicinctus) — вид рыб из семейства звездочётовых (Uranoscopidae), распространённый в Индо-Тихоокеанской области от Индии на восток до Индокитая, далее на север до Японии и Китая, также у Филиппин, Индонезии и Австралии. Морская рифовая рыба, достигает максимальной длины 20 см. Обитает на песчаном и гравийном дне на глубине до 100 м. Хищник подкарауливает свою добычу, зарывшись в песок, и затем мгновенно всасывает её в свою пасть.